# نوک‌شاخ حنایی
نوک‌شاخ حنایی (نام علمی: Buceros hydrocorax) نام یک گونه از تیره نوک‌شاخ است.